# Catapionus
Catapionus är ett släkte av skalbaggar. Catapionus ingår i familjen vivlar.

## Dottertaxa tillCatapionus, i alfabetisk ordning[1]
- Catapionus agrestis
- Catapionus angulicollis
- Catapionus angusticollis
- Catapionus argentatus
- Catapionus ballioni
- Catapionus basilicus
- Catapionus brevicornis
- Catapionus calvus
- Catapionus chrysochloris
- Catapionus clathratus
- Catapionus confidens
- Catapionus confinis
- Catapionus cuprescens
- Catapionus dispar
- Catapionus dochturovi
- Catapionus duplex
- Catapionus eximius
- Catapionus fausti
- Catapionus fossulatus
- Catapionus frequens
- Catapionus gebleri
- Catapionus globosus
- Catapionus gracilicornis
- Catapionus grummi
- Catapionus heydeni
- Catapionus inexpectatus
- Catapionus insulsus
- Catapionus intermedius
- Catapionus iratus
- Catapionus irresectus
- Catapionus jezoensis
- Catapionus kraatzi
- Catapionus leonhardi
- Catapionus lineatus
- Catapionus maculatus
- Catapionus magnini
- Catapionus moderatus
- Catapionus modestus
- Catapionus molitor
- Catapionus naipoensis
- Catapionus nodosus
- Catapionus oblongus
- Catapionus obscurus
- Catapionus peregrinus
- Catapionus quadrilineatus
- Catapionus rugosicollis
- Catapionus semiglabratus
- Catapionus semivittatus
- Catapionus simplex
- Catapionus subcostatus
- Catapionus sulcicollis
- Catapionus tibetanus
- Catapionus viridanus
- Catapionus viridimetallicus